# Artur da Costa e Silva
Artur da Costa e Silva (Taquari, 3 ottobre 1902 – Rio de Janeiro, 17 dicembre 1969) è stato un generale e politico brasiliano.
Fu presidente del Brasile dal 15 marzo 1967 al 31 agosto 1969, durante la dittatura militare brasiliana.

## Biografia
Arruolatosi nell'esercito brasiliano, Costa e Silva divenne ufficiale dei carristi, raggiungendo il grado di maresciallo nel 1963. Prese parte al colpo di Stato del 1964 che rovesciò il governo del presidente João Goulart e portò al potere il maresciallo Humberto de Alencar Castelo Branco.
Nel 1966 si ritirò dal servizio attivo e, nello stesso anno, venne eletto presidente della repubblica, incarico che assumerà il 15 marzo 1967. Il suo governo fu caratterizzato dall'espansione economica e dal risanamento del bilancio federale, grazie all'opera del ministro delle Finanze, Antônio Delfim Netto. Di fronte al coalizzarsi dei principali oppositori del regime (Juscelino Kubitschek, João Goulart, Carlos Lacerda) nella Frente Ampla, diede una stretta repressiva al suo governo con l'Atto istituzionale n°5/68, che sospese la Costituzione e conferì pieni poteri al Governo.
Il 31 agosto 1969 Costa e Silva fu colto da un'embolia: i ministri dell'Esercito, Marina e Aeronautica (rispettivamente il generale Aurélio de Lira Tavares, l'ammiraglio Augusto Hamann Rademaker Grünewald e il brigadiere Márcio de Sousa Melo) lo dichiararono incapace di governare, impedirono l'insediamento del vicepresidente civile Pedro Aleixo e formarono provvisoriamente una Giunta militare (31 agosto - 30 ottobre 1969). La presidenza e la vicepresidenza della Repubblica furono dichiarate vacanti dal Congresso Nazionale, e si fissò la data per nuove elezioni, vinte in seguito dal generale Emílio Garrastazu Médici.